# Paradoja de Supplee
En la física relativista, la paradoja de Supplee (también llamada paradoja del submarino) es una contradicción aparente que surge al considerar la fuerza de flotación ejercida sobre una bala relativista (o sobre un submarino) sumergida en un fluido localizado en un ambiente sometido a un campo gravitatorio. Si una bala tiene una flotación neutra cuando está en reposo en un fluido perfecto y luego se lanza con una velocidad relativista, los observadores en reposo dentro del fluido concluirían que la bala debería hundirse, ya que su densidad aumentará debido al efecto de la contracción de Lorentz. Por otro lado, en el marco propio de la bala, es el fluido en movimiento el que se vuelve más denso y, por tanto, la bala flotaría. Pero la bala no puede hundirse en un marco de referencia y flotar en el otro, por lo que se produce una situación paradójica.
La paradoja fue formulada por primera vez por James M. Supplee (1989), acompañada por una explicación no rigurosa del caso. George Matsas ha analizado esta paradoja en el ámbito de la relatividad general y también señaló que estos efectos de flotabilidad relativistas podrían ser importantes en algunas cuestiones relacionadas con la termodinámica de los agujeros negros. Ricardo Soares Vieira presentó una explicación completa de la paradoja de Supplee a través de la teoría de la relatividad general y especial.
Hrvoje Nikolic notó que la rigidez del submarino no es esencial y presentó un análisis relativista general que revela que la paradoja se resuelve por el hecho de que la velocidad relevante del submarino es relativa a la Tierra (que es la fuente del campo gravitatoria), no relativa a la observador.

## Flotabilidad
Para simplificar el análisis, se acostumbra despreciar la resistencia hidrodinámica y la viscosidad del fluido, e incluso suponer que el fluido tiene densidad constante.
Un objeto pequeño sumergido en un recipiente con fluido sometido a un campo gravitatorio uniforme estará sujeto a una fuerza gravitatoria neta hacia abajo, en comparación con la fuerza gravitatoria neta hacia abajo sobre un volumen igual de fluido. Si el objeto es "menos denso" que el fluido, la diferencia entre estos dos vectores es un vector que apunta hacia arriba, la fuerza de flotación, y el objeto se elevará. Si las cosas son al revés, se hundirá. Si el objeto y el fluido tienen la misma densidad, se dice que el objeto tiene "flotabilidad neutra" y no subirá ni bajará.

## Resolución
La resolución se reduce a observar que el principio de Arquímedes habitual no se puede aplicar en el caso relativista. Si se emplea correctamente la teoría de la relatividad para analizar las fuerzas involucradas, no habrá una verdadera paradoja.
El propio Supplee concluyó que la paradoja puede resolverse con un análisis más cuidadoso de las fuerzas de flotación gravitatorias que actúan sobre la bala. Considerando la suposición razonable (pero no justificada) de que la fuerza gravitatoria depende del contenido de energía cinética de los cuerpos, Supplee demostró que la bala se "hunde" en el marco en reposo con el fluido con la aceleración {\displaystyle g(\gamma ^{2}-1)}, donde {\displaystyle g} es la intensidad del campo gravitatorio y {\displaystyle \gamma } es el factor de Lorentz. En el marco de referencia propio de la bala, se obtiene el mismo resultado al notar que este marco no es inercial, lo que implica que la forma del contenedor ya no será plana, por el contrario, el fondo del mar se curva hacia arriba, lo que resulta en que la bala que se aleja de la superficie del mar, "es decir", en que la bala se hunde relativamente.
La suposición no justificada considerada por Supplee de que la fuerza gravitatoria sobre la bala debería depender de su contenido de energía fue eliminada por George Matsas, quien utilizó todos los métodos matemáticos de la relatividad general para explicar la paradoja de Supplee y estuvo de acuerdo con los resultados del propio Supplee. En particular, modeló la situación utilizando un mapa de Rindler, donde un submarino se acelera desde el reposo hasta una velocidad determinada v. Matsas concluyó que la paradoja se puede resolver observando que en el marco del fluido la forma de la bala se altera, y dedujo el mismo resultado que había obtenido Supplee. Matsas ha aplicado un análisis similar para arrojar luz sobre ciertas cuestiones relacionadas con la termodinámica de los agujeros negros.
Finalmente, Vieira ha analizado recientemente la paradoja del submarino a través de la relatividad especial y general. En el primer caso demostró que se deben tener en cuenta los efectos gravitomagnéticos para describir las fuerzas que actúan en un submarino en movimiento bajo el agua. Cuando se consideran estos efectos, se puede formular un "principio relativista de Arquímedes", a partir del cual demostró que el submarino debe hundirse en ambos marcos. Vieira también consideró el caso de un espacio-tiempo curvo en las proximidades de la Tierra. En este caso supuso que el espacio-tiempo puede considerarse aproximadamente como un espacio plano pero con un tiempo curvo. Demostró entonces que la fuerza gravitatoria entre la Tierra en reposo y un cuerpo en movimiento aumenta con la velocidad del cuerpo de la misma manera que lo consideró Supplee ({\displaystyle F=\gamma mg}), justificando así su suposición. Analizando nuevamente la paradoja con esta fuerza gravitatoria dependiente de la velocidad, se explica la paradoja de Supplee y los resultados coinciden con los obtenidos por Supplee y Matsas.